# ناحية مركز معرة النعمان
ناحية  مركز  معرة النعمان إحدى نواحي سوريا تتبع إداريّاً لمحافظة إدلب منطقة معرة النعمان ومركزها بلدة معرة النعمان، بلغ تعداد سكان الناحية 149,834 نسمة حسب التعداد السكاني لعام 2004.

## مدن وبلدات وقرى ناحية مركز  معرة النعمان
أبو دفنة، أبو مكي، بابيلا، البرسة، بسيدا، الدانا، دير شرقي، الغدقة، الهلبة، حنتوتين، حران، الهرتمية، حزان، الحراكي، جرادة، جرجناز، الكنايس، كفرومة، كويرس، معر شمارين، معر شمشة، معرشورين، معصران، معرة النعمان، قراطي، سمكة، الصرمان، تل دبس، تل كرسيان، تلمنس، بابيلا، ظهرة تلمنس، تقانة، دير الغربي.